# La Chapelle-aux-Filtzméens
La Chapelle-aux-Filtzméens is een gemeente in het Franse departement Ille-et-Vilaine (regio Bretagne). De plaats maakt deel uit van het arrondissement Saint-Malo. La Chapelle-aux-Filtzméens telde op 1 januari 2022 825 inwoners.

## Geografie
De oppervlakte van La Chapelle-aux-Filtzméens bedroeg op 1 januari 2022 6,36 vierkante kilometer; de bevolkingsdichtheid was toen 129,7 inwoners per km².

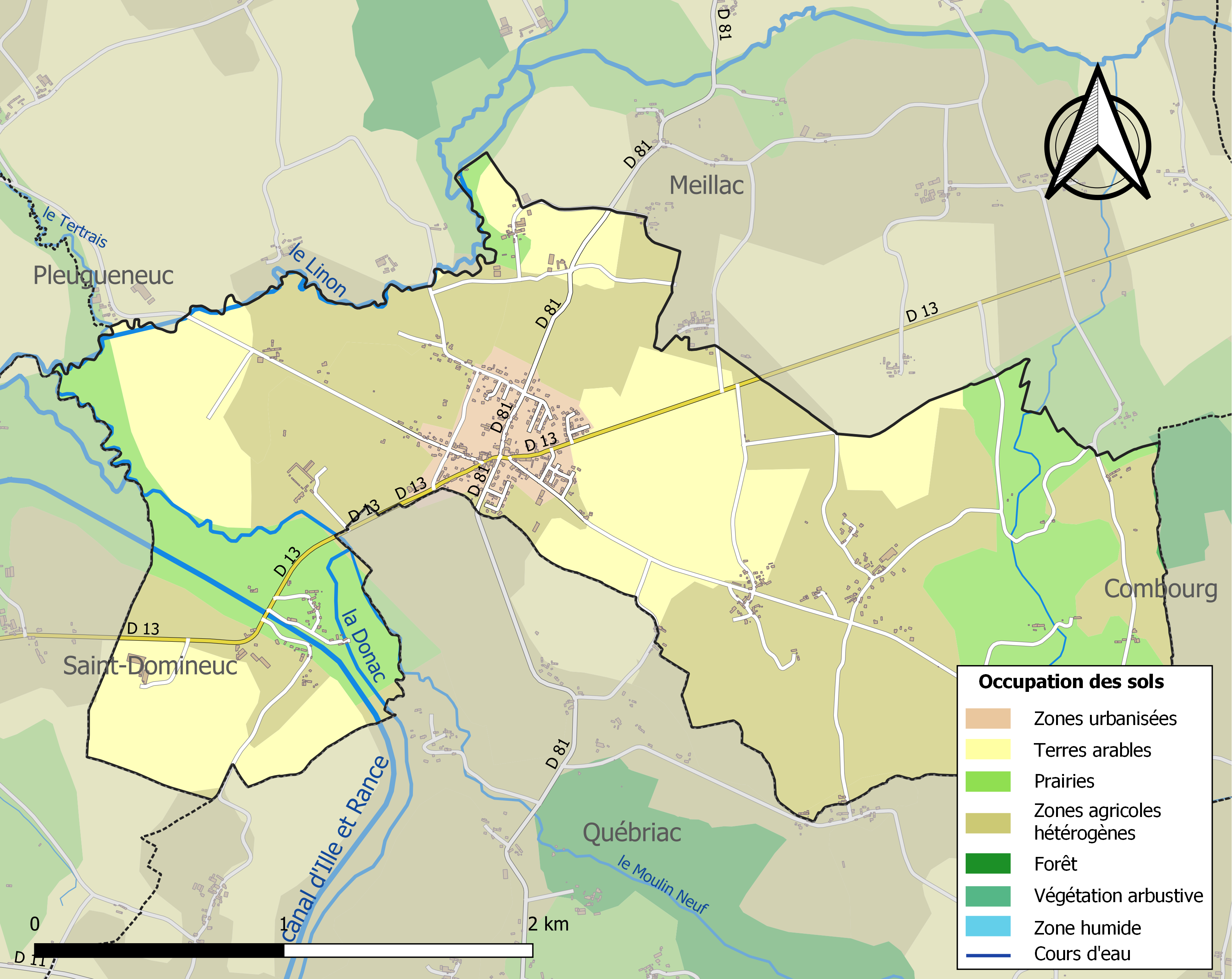
Kaart van de gemeente met belangrijkste infrastructuur, bodemgebruik en omliggende gemeenten

## Demografie
Onderstaande figuur toont het verloop van het inwonertal (bron: INSEE-tellingen).